# Argentína tartományai
Az argentin tartományok (spanyolul: Provincias de Argentina) alkotják Argentína legnagyobb közigazgatási egységét. Ide tartozik 23 tartomány (provincia) és egy autonóm város (Ciudad autónoma de Buenos Aires).  

## Térképen
Argentína 23 tartományra és egy autonóm városra tagolódik az alábbiak szerint:

### Adatok
| Tartomány                                             | Postakód | lakos. (2008) | Ter. (km²) | Főváros                                      | Zászló               |
| ----------------------------------------------------- | -------- | ------------- | ---------- | -------------------------------------------- | -------------------- |
| Buenos Aires                                          | B        | 15 052 177    | 307 804    | La Plata                                     |                      |
| Catamarca                                             | K        | 388 416       | 99 818     | San Fernando del Valle de Catamarca          | Bandera de Catamarca |
| Chaco                                                 | H        | 1 052 185     | 99 633     | Resistencia                                  | Bandera de Chaco     |
| Chubut                                                | U        | 460 684       | 224 686    | Rawson                                       |                      |
| Córdoba                                               | X        | 3 340 041     | 165 321    | Córdoba                                      | Bandera de Córdoba   |
| Corrientes                                            | W        | 1 013 443     | 88 199     | San Juan de Vera de las Siete Corrientes     |                      |
| Entre Ríos                                            | E        | 1 255 787     | 78 781     | Paraná                                       |                      |
| Formosa                                               | P        | 539 883       | 72 066     | Formosa                                      |                      |
| Jujuy                                                 | Y        | 679 975       | 53 219     | San Salvador de Velasco en el Valle de Jujuy |                      |
| La Pampa                                              | L        | 333 550       | 143 440    | Santa Rosa                                   |                      |
| La Rioja                                              | F        | 341 207       | 89 680     | La Rioja                                     |                      |
| Mendoza                                               | M        | 1 729 660     | 150 839    | Mendoza del Nuevo Valle de La Rioja          |                      |
| Misiones                                              | N        | 1 077 987     | 29 801     | Posadas                                      |                      |
| Neuquén                                               | Q        | 547 742       | 94 078     | Neuquén                                      |                      |
| Río Negro                                             | R        | 597 476       | 203 013    | Viedma                                       |                      |
| Salta                                                 | A        | 1 224 022     | 154 775    | Salta                                        |                      |
| San Juan                                              | J        | 695 640       | 89 651     | San Juan                                     |                      |
| San Luis                                              | D        | 437 544       | 76 748     | San Luis                                     |                      |
| Santa Cruz                                            | Z        | 225 920       | 243 943    | Río Gallegos                                 |                      |
| Santa Fe                                              | S        | 3 242 551     | 133 007    | Santa Fe de la Vera Cruz                     |                      |
| Santiago del Estero                                   | G        | 865 546       | 135 254    | Santiago del Estero                          |                      |
| Tierra del Fuego, Antártida e Islas del Atlántico Sur | V        | 126 212       | 1 002 352  | Ushuaia                                      |                      |
| Tucumán                                               | T        | 1 995 384     | 22 524     | San Miguel de Tucumán                        | Bandera de Tucumán   |